# پلیستوسن پسین
| کواترنری    | کواترنری | کواترنری   | کواترنری        | کواترنری        |
| سامانه/دوره | ردیف/دور | اشکوب/عصر  | سن (میلیون سال) | سن (میلیون سال) |
| ----------- | -------- | ---------- | --------------- | --------------- |
| کواترنری    | هولوسن   | مگالاین    | ۰               | ۰/۰۰۴۲          |
| کواترنری    | هولوسن   | نورث‌گریپین | ۰/۰۰۴۲          | ۰/۰۰۸۲          |
| کواترنری    | هولوسن   | گرینلندین  | ۰/۰۰۸۲          | ۰/۰۱۱۷          |
| کواترنری    | پلیستوسن | تارانشین   | ۰/۰۱۱۷          | ۰/۱۲۶           |
| کواترنری    | پلیستوسن | چیبانین    | ۰/۱۲۶           | ۰/۷۸۱           |
| کواترنری    | پلیستوسن | کالابرین   | ۰/۷۸۱           | ۱/۸۰            |
| کواترنری    | پلیستوسن | گلاسین     | ۱/۸۰            | ۲/۵۸            |
| نئوژن       | پلیوسن   | پیاسنزین   | پیش از آن       | پیش از آن       |

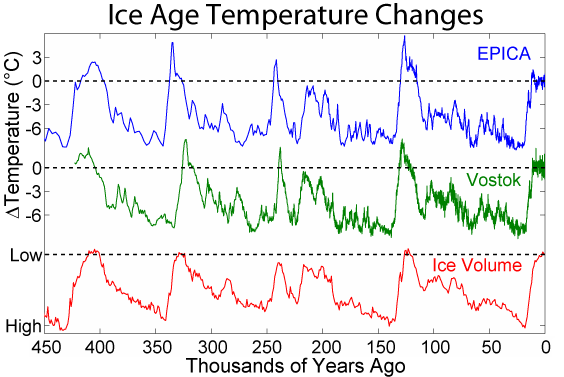
میانگین تغییرات دما در عصر یخبندان

پلیستوسن پسین (انگلیسی: Late Pleistocene) که اشکوب تارانشین (Tarantian) و پلیستوسن پایانی نیز نامیده می‌شود، یک عصر یا اشکوب از دور یا ردیف پلیستوسن به‌شمار می‌رود که بازه زمانی از ۱۲۶ تا ۱۱,۷ هزار سال پیش را در بر می‌گیرد و پس از اشکوب آیونین و پیش از دور هولوسن جای می‌گیرد.
آغاز این اشکوب با آغاز فاز میان‌یخچالی ایمین پیش از آخرین دوره یخچالی پلیستوسن در ۱۲۶ هزار سال پیش برابر است. پایان پلیستوسن پسین نیز در حدود ۹۷۰۰ سال پیش از میلاد (پیش از گاه‌شماری دوران مشترک) برآورد شده‌است. زمان پایان اشکوب پلیستوسن پسین به عنوان آغاز دور هولوسن در نظر گرفته می‌شود.
بیشتر زمان عصر پلیستوسن پسین، زمان تسلط یخچال‌ها و یخبندان‌ها بوده‌است (یخبندان ویسکانسین در آمریکای شمالی) و با دوره‌های یخبندان در اروپا هم‌زمان بوده‌است. برخی بزرگ‌زیاگان در طی این عصر منقرض شدند که این روند در هولوسن نیز ادامه یافت. همچنین گونه‌های سرده انسان به غیر از انسان امروزی در طول پلیستوسن از میان رفتند. طی پلیستوسن پسین انسان‌ها در همه قاره‌ها به‌جز قاره جنوبگان پراکنده شدند.